# Silifke
Silifke este un oraș și un district din provincia Mersin, situat în sudul Turciei, pe malul râului Göksu, la poalele munților Taurus. Din 2014 orașul este district.

## Istorie
În antichitate, orașul era numit Seleucia (gr. Σελεύκεια) pe Kalykadnos (astăzi Göksu). Acesta a fost fondat și numit la începutul secolului al III lea î.H. de Seleucus I Nicator (precum și o serie de alte orașe din Imperiul Seleucid). Locuitorii din Holmi au fost mutați aici (Stephanos din Bizanț; Strabo, 14, 670). Potrivit lui Stephanos din Bizanț numele vechi a fost Seleucia Huria. 
Sub romani, Seleucia a fost  (lat. Seleucia ad Calycadnum) capitala Asiriei. Sub numele de Seleucia în Asiria, este azi încă o episcopie a Bisericii Romano-Catolice.
În evul mediu orașul a fost capitala temporară a Regatului Mică Armenie.
Împăratul Frederic Barbarossa s-a înecat în 1190, în Göksu, în timpul celei de-a treia cruciade, în apropierea orașului, numit pe atunci Saleph.

## Obiective turistice

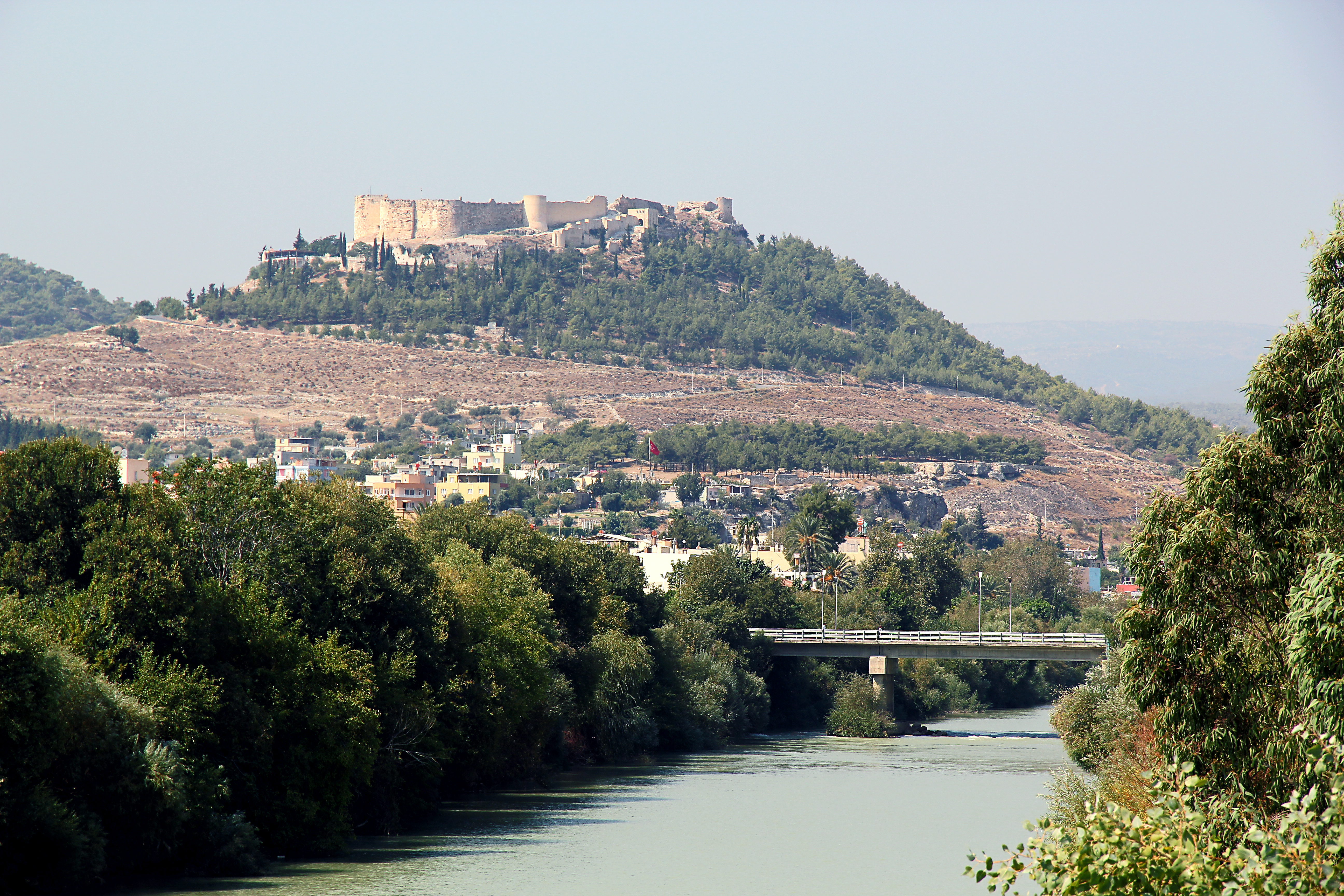
Castelul din Silifke și Göksu

Pe locul de vechii Acropole sta cetatea bizantina, Cetatea din Silifke, care are o bună vedere asupra orașului și a vaii Göksu. La Inönü Caddesi este situat un templu roman, hirotonit de Zeus, Apollo sau Afrodita. La doi kilometri spre vest se află locul de pelerinaj paleocreștin sfânta Tecla (Ayathekla). Din Silifke spre nord duce un drum national spre Demircili, care în antichitate, numit Imbriogon, era o stațiune pentru cetățenii bogați din Seleucia. De acolo, drumul duce prin Imamlı spre Uzuncaburç, numit in antichitate Olba. Spre vest drumul de coastă, D-400 duce la alte ruine locuri antice, precum și la castelele Liman Kalesi și Tokmar Kalesi.
În apropiere de Atakent, vechiul Korasion, la 10 km spre est, în direcția Uzuncaburç, drumurile duc spre ruinele Karakabaklı, Ișıkkale, Așağı Dünya, Sinekkale, Paslı, Tekkadın, Villa rustica, Gökkale și mormântul Mezgit Kalesi. În satul Narlikuyu 25 km spre est  poate fi vizitat Mozaicul celor trei gratii, în apropiere peșterile Korykischen, două mari doline, castelul Mancınıkkale, biserica Hasanaliler și gospodaria romană Keșli. La încă aproximativ 10 km mai departe sunt orașele antice Korykos, cu castelul Kiz Kalesi, Elaiussa Sebaste și Kanytelleis și la Kızkalesi locurile antice Cambazlı, Öküzlü, Çatıören, Emirzeli și Adamkayalar. Pe Gülnar, la 40 km spre vest se află vechea cetate Meydancıkkale.

## Personalități
- Birol Ünel (n. 1961), actor

## Orase infrățite
- Germania Bergkamen, NRW
- Germania Hassloch în Palatinat